# 能褒野王塚古墳

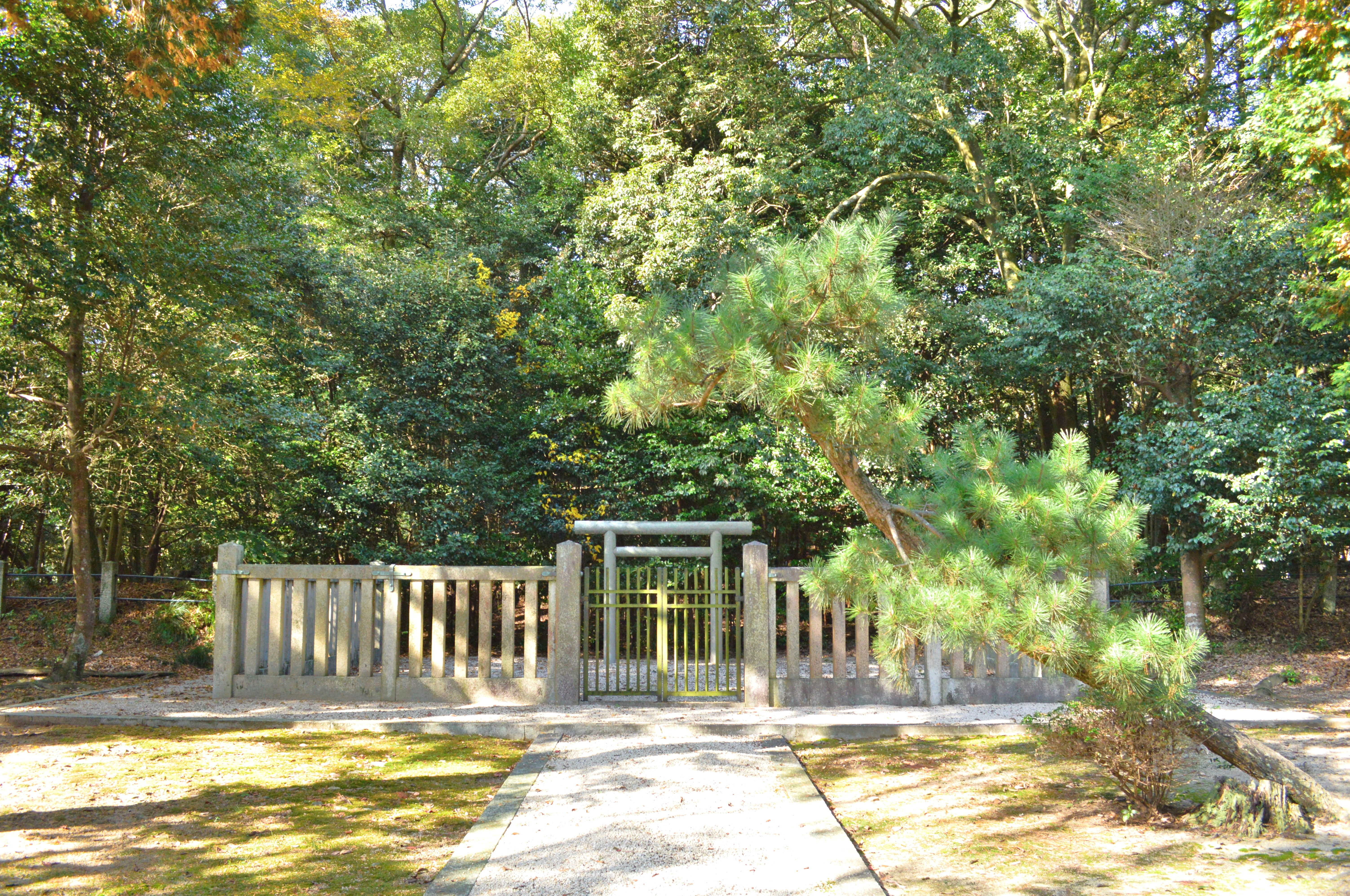
日本武尊能褒野墓 拝所

能褒野王塚古墳（のぼのおうつかこふん）は、三重県亀山市田村町にある古墳。形状は前方後円墳。能褒野古墳群を構成する古墳の1つ。
実際の被葬者は明らかでないが、宮内庁により「能褒野墓（のぼののはか）」として第12代景行天皇皇子の日本武尊の墓に治定されている。別称を「丁子塚（ちょうじづか）」とも。
伊勢北部地方では最大規模の古墳で、4世紀末（古墳時代中期初頭）の築造と推定される。

## 概要

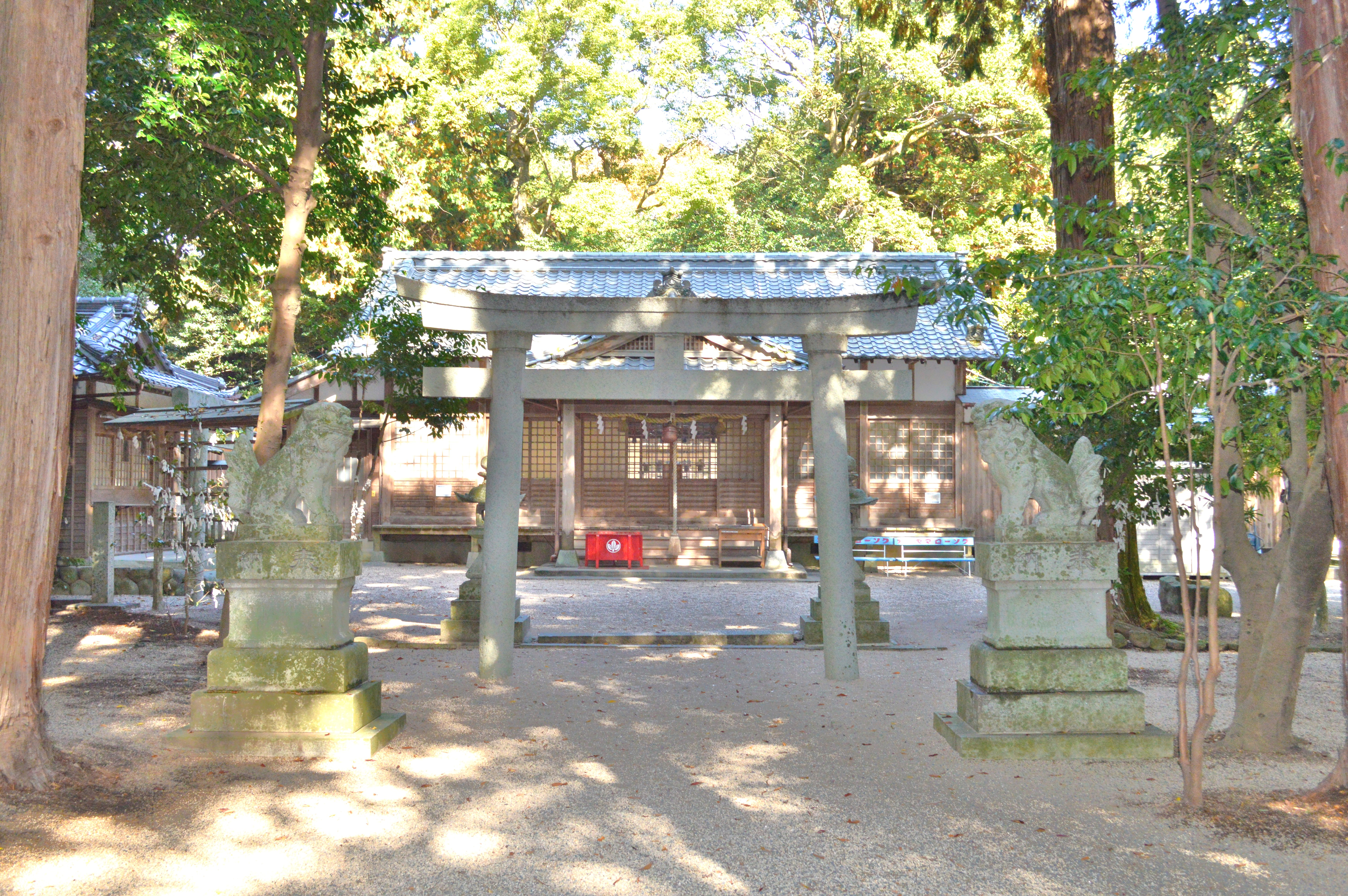
能褒野神社

三重県北部、御幣川・安楽川（いずれも鈴鹿川支流）合流地点から東方北岸の台地西端部に位置する古墳である。周辺には10数基の古墳が分布し、これらは「能褒野古墳群」と総称される。古墳群中で最大規模の本古墳は、かつて「丁子塚」と称されていたが、これは前方後円墳の形状が銚子になぞらえられたことによる。1879年（明治12年）に宮内省（現・宮内庁）により皇族墓に治定されたため現在まで同庁の管理下にあり、これまで1929年（昭和4年）に帝室林野局による測量調査、2013年度（平成25年度）に宮内庁書陵部による墳丘測量調査および周囲古墳の試掘調査が実施されたが、主墳の発掘調査は実施されていない。
墳形は前方後円形で、前方部を南東方に向ける。墳丘長は90メートルを測り、伊勢北部地方では最大規模になる。外形は前期の柄鏡形から中期古墳への移行期を呈する。墳丘のうち後円部は2段または3段築成、前方部は1段築成。墳丘表面からは鰭付円筒埴輪・器財埴輪などの埴輪片が検出されている。また墳丘周囲には外溝・外堤が巡らされているが、現在に見るものは1880年（明治13年）の新設によるもので、元来の様子は明らかでない。埋葬施設は詳らかでないが、言い伝えでは陵墓治定以前の墳頂には何人もの人が入れる盗掘坑があったといい、元々は竪穴式石室であった可能性が指摘される。
この能褒野王塚古墳は、古墳時代中期初頭の4世紀末の築造と推定される。付近には同時期の名越古墳（前方後円墳、墳丘長60メートル）があり、両古墳は鈴鹿川流域で初めて前方後円墳として築造された古墳になる。被葬者は考古学的には明らかでないが、『日本書紀』や『古事記』の伝承（後述）に基づき、現在では宮内庁により景行天皇皇子の日本武尊の墓に治定されている。この治定に伴い、1895年（明治28年）には古墳傍に日本武尊を祀る能褒野神社も創建されている。
なお付近では、奈良時代に至って伊勢国府（鈴鹿市広瀬町・西富田町の長者屋敷跡）が置かれている。

## 遺跡歴
- 近世
  - 天明8年（1788年）の『能褒野陵考』に「丁子塚」の絵図[7]。
  - 成立年未詳の『能煩野古墳図』に「丁子塚」の絵図・説明文[7]。
- 1879年（明治12年）、宮内省（当時）により日本武尊墓に治定[4]。
- 1880年-1885年（明治13年-18年）、兆域確定と周堤修補[4]。
- 1895年（明治28年）、能褒野神社創建。
- 1929年（昭和4年）、帝室林野局による測量調査[3]。
- 2013年度（平成25年度）、整備工事に伴う事前調査（宮内庁書陵部）。墳丘測量調査と周囲古墳（宮内庁治定陪冢）の試掘調査[4]。
- 2020年（令和2年）1月9日、考古・歴史学16学会代表による立ち入り調査。

## 墳丘
墳丘の規模は次の通り。
- 墳丘長：90メートル
- 後円部 - 2段または3段築成か。
  - 直径：約54メートル
  - 高さ：約8.5メートル
- 前方部 - 1段築成か。
  - 長さ：約40メートル
  - 幅：約40メートル
  - 高さ：約5.5メートル

## 出土品
古墳からの出土品として、埴輪片が数10片採集されているが、中でもかつて能褒野神社で保管されていた（現在は亀山市歴史博物館寄託）器財埴輪と朝顔形を含む鰭付円筒埴輪が特筆的とされる。
この鰭付円筒埴輪の展開の様相から、伊賀地方（三重県伊賀市の石山古墳）→北勢地方（能褒野王塚古墳・名越古墳）→西濃地方（岐阜県大垣市の昼飯大塚古墳）→尾張地方（愛知県犬山市の青塚古墳）という伝播ルートが指摘される。なお、これと並行して伊賀地方→中勢地方（三重県松阪市の宝塚1号墳）という伝播ルートも併せて指摘されている。

## 被葬者

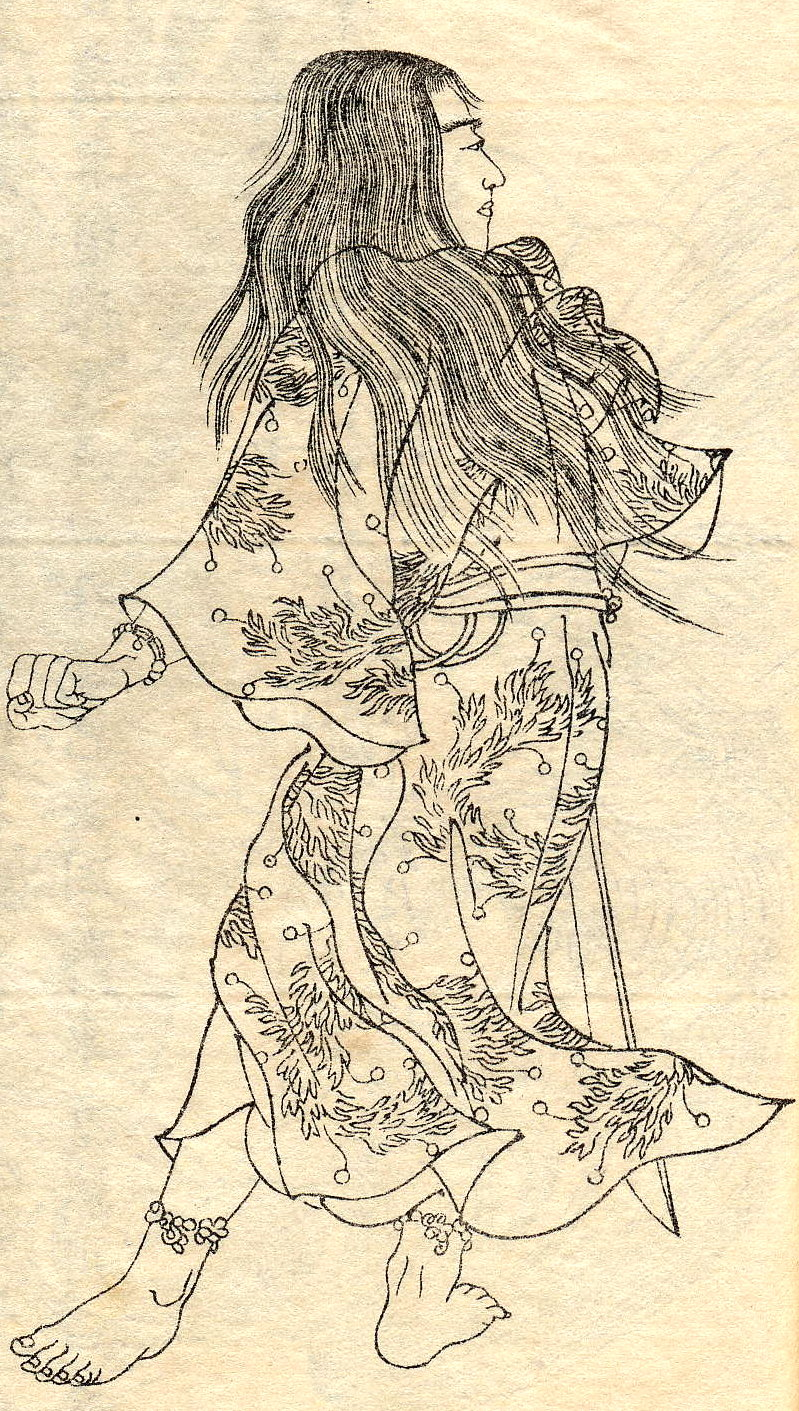
日本武尊
（菊池容斎『前賢故実』）

被葬者は、宮内庁により第12代景行天皇皇子の日本武尊（やまとたけるのみこと、倭建命）に治定されている。ただし考古学的には詳らかでない。治定の経緯は次による。

### 古典史料の記述
ヤマトタケルの埋葬に関して『日本書紀』景行天皇紀では、日本武尊は「能褒野」で没し、それを聞いた天皇は官人に命じて伊勢国の「能褒野陵（のぼののみささぎ）」に埋葬させた。しかし日本武尊は白鳥となって飛び立ち、倭の琴弾原（ことひきはら）、次いで河内の旧市邑（ふるいちのむら、古市邑）に留まったのでそれぞれの地に陵が造られた。そしてこれら3陵をして「白鳥陵（しらとりのみささぎ）」と称し、これらには日本武尊の衣冠が埋葬されたとする。その後は仁徳天皇60年条において、「白鳥陵」（上記3陵を指すものか）は空である旨と、天皇が白鳥陵の陵守廃止を思い止まった旨の伝承が記載される。一方『古事記』景行天皇段では、倭建命はやはり伊勢の「能煩野」で没したとし、倭建命の后・子らは能煩野に下向して陵を造ったとする。しかし倭建命は白い千鳥となって伊勢国から飛び立ち、河内国の志幾（しき）に留まったので、その地に陵を造り「白鳥御陵（しらとりのみささぎ）」と称したという。延長5年（927年）成立の『延喜式』諸陵寮（諸陵式）では「能裒野墓」の名称で記載され、伊勢国鈴鹿郡の所在で、兆域は東西2町・南北2町で守戸3烟を付すとしたうえで、遠墓に分類する（伊勢国では唯一の陵墓）。
ヤマトタケルは元より実在する人物ではなく、『日本書紀』や『古事記』の伝える伝説は各地の伝承を1人の人格にまとめたものとされるが、ヤマトタケル伝説の創出に伴ってその墓も創出されたものと見られている。ただし、古墳の築造年代とヤマト王権の勢力が東方拡大した時期が重なることや古墳の規模・構造がヤマト王権の王族クラスであることから、ヤマト王権への東方拡大に貢献して後世のヤマトタケル伝説のモデルの1人となった「ヤマトタケルノミコト的王族」を被葬者として認めて良いのでは、とする見解もある。確かな史料の上では、持統天皇5年（691年）において有功の王の墓には3戸の守衛戸を設けるとする詔が見えることから、この頃に『日本書紀』・『古事記』の編纂と並行して、『帝紀』や『旧辞』に基づいた墓の指定の動きがあったと推測する説がある。またその際には、日本武尊墓（伊勢）・彦五瀬命墓（紀伊）・五十瓊敷入彦命墓（和泉）・菟道稚郎子墓（山城）をして大和国の四至を形成する意図があったとする説もある。
その後、大宝2年（702年）には「震倭建命墓。遣使祭之」と見え、鳴動（落雷、別説に地震）のあったヤマトタケルの墓（能褒野墓か）に使いが遣わされている。さらに『大宝令』官員令の別記（付属法令）には、伊勢国に借墓守3戸の設置が記されており、8世紀初頭には諸陵司の管轄下にあったと見られている。その後、前述の『延喜式』では白鳥三陵のうち「能裒野墓」のみが記載され、10世紀前半頃までの管理・祭祀の継続が認められる。

### 後世の治定

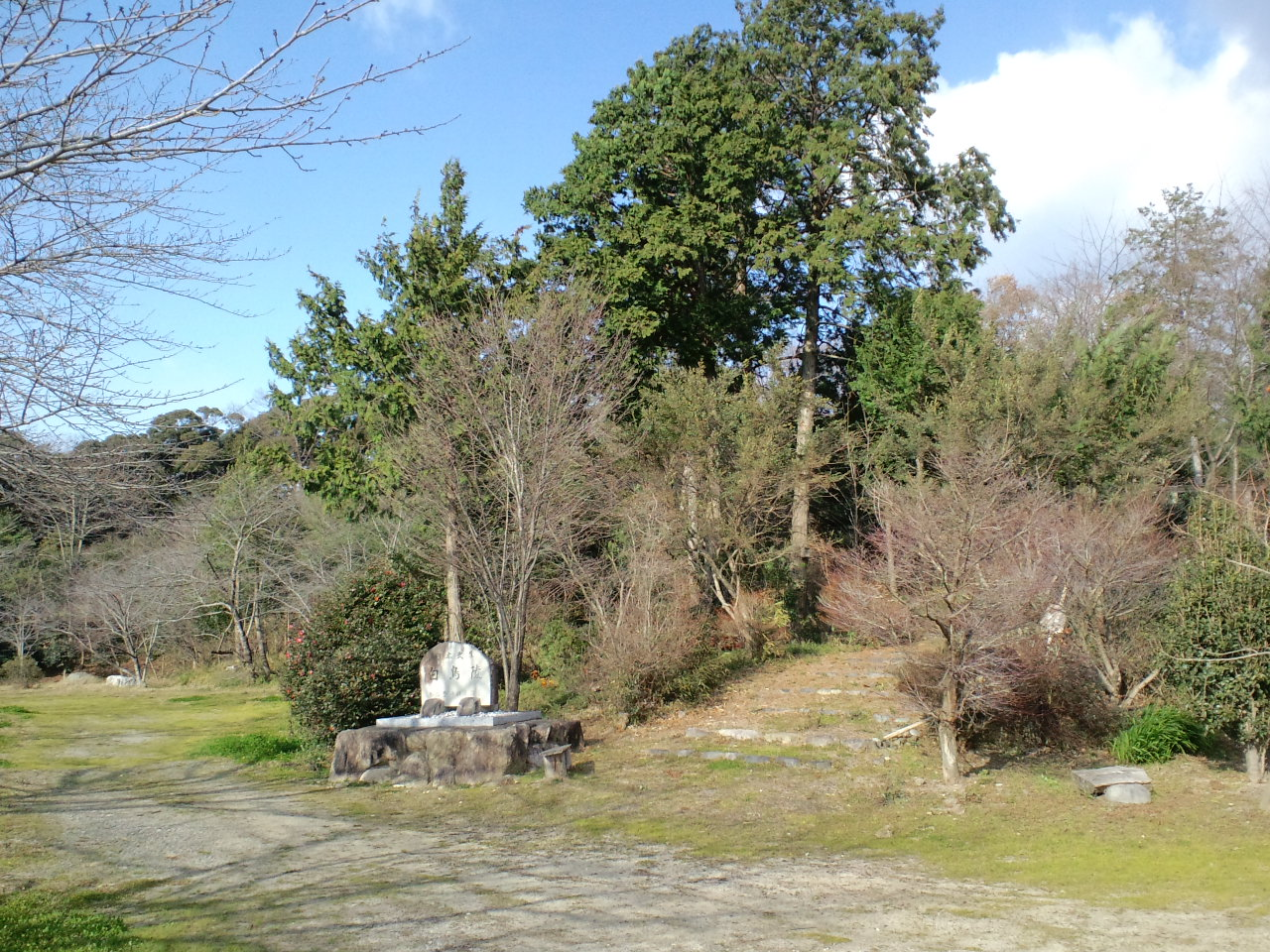
白鳥塚古墳（鈴鹿市石薬師町）能褒野墓の他候補古墳の1つ。

後世には墓の所在に関する所伝が失われ、近世以降には次の3説が生じている。
- 白鳥塚
現在の白鳥塚1号墳（鈴鹿市石薬師町、三重県指定史跡）。帆立貝型古墳。
- 武備塚（たけびづか、多気比塚）
現在の武備塚古墳（鈴鹿市長沢町）。日本武尊の名代部と伝わる「建部（たけるべ）」との関連を想定。別に吉備武彦や大伴武日に比定する説も存在した。
- 双子塚（二子塚）
現在の双子塚1号墳（鈴鹿市長沢町）。大碓命・小碓命（日本武尊）の双子伝承との関連を想定。

江戸時代の幕府による見解は白鳥塚説であったと見られるが、享保年間（1716年-1735年）に武備塚説が展開され、明治期には双子塚説が展開された。
明治4年（1871年）には伊勢神戸藩・亀山藩それぞれが白鳥塚・双子塚を日本武尊御墓と認定して政府に報告したが、明治9年（1876年）までには教部省により白鳥塚に定められた。しかし明治12年（1879年）には宮内省（現・宮内庁）により、上記3説のいずれでもなく埒外にあった「丁子塚」（現在の能褒野王塚古墳）への治定に改められた。その背景には、本古墳が北勢地方で最大規模の前方後円墳であることが要因にあったと見られる。そして明治13年-18年（1880年-1885年）に兆域確定と周堤修補が実施された。さらに明治16年（1883年）には地元有志によって墓の傍に神社の造営が企図され、明治28年（1895年）に能褒野神社が創建された。
なお、文献に見える「のぼの（能褒野/能煩野/能裒野）」とは、鈴鹿山脈の野登山（ののぼりやま）山麓を指す地名と推測される。この「のぼの」の地が選ばれた背景としては、化身の白鳥が「天空にのぼった」という物語が既に存在し、後世にその物語への付会として「のぼの」の地名が結び付けられたとする説が挙げられている。また、通常「陵」の字は天皇・皇后・太皇太后・皇太后の墓、「墓」の字はその他皇族の墓に使用されるが、『日本書紀』や『古事記』で「陵」と見えるのはヤマトタケルが天皇に準ずると位置づけられたことによる。白鳥三陵の能褒野墓以外について、現在では大和のものは奈良県御所市富田、河内のものは大阪府羽曳野市軽里（軽里大塚古墳）に治定され、それぞれ「白鳥陵（しらとりのみささぎ）」と称される（「白鳥陵」参照）。

## 陪塚
宮内庁では能褒野墓の飛地陪冢（陪塚）としてい号・ろ号・は号・に号・ほ号の5基、域内陪冢としてい号・ろ号・は号・に号・ほ号・へ号・と号・ち号・り号の9基の計14基を治定する。
能褒野王塚古墳周囲では、以上14基のほか数基を加えた10数基の円墳・方墳の分布が認められ、これらは「能褒野古墳群」と総称される。これらのほとんどについて、実際には陪塚ではなく古墳時代後期に下って築造された古墳であると考えられている。
2011年度（平成22年度）には15号墳（は号陪冢）・16号墳（ろ号陪冢）に関して試掘調査が実施され、前者は直径18メートルの円墳、後者も直径18メートルの円墳と判明した。また周囲で小円墳跡2基が認められ、古墳群の構成古墳数はさらに多くなる可能性が指摘されている。また2013年度（平成25年度）にも域内陪冢い号・ろ号・ほ号・へ号・と号・ち号・り号、飛地陪冢に号・ほ号に関して試掘調査が実施され、そのうち域内り号では横穴式石室が確認されている。

## 現地情報
所在地
- 三重県亀山市田村町字女ヶ坂

交通アクセス
- 東海旅客鉄道（JR東海）関西本線 井田川駅 （徒歩約30分）

周辺情報
- 能褒野神社
- のぼのの森公園